# تقی‌آباد (کلات)
تقی‌آباد روستایی در دهستان پساکوه بخش زاوین شهرستان کلات استان خراسان رضوی ایران است.

## جمعیت
بر پایه سرشماری عمومی نفوس و مسکن در سال ۱۳۹۵ جمعیت این روستا ۳۵۸ نفر (در ۱۱۴ خانوار) بوده‌است.